# Bristol Mercury
Le Bristol Mercury est un moteur d'avion à neuf cylindres en simple étoile refroidi par air. Conçu par Roy Fedden de la Bristol Aeroplane Company il fut utilisé par des avions civils et militaires des années 1930 et 1940.
Développé à partir du Bristol Jupiter, ses dernières versions développaient 800 ch (600 kW) avec une cylindrée de 25 l, et utilisaient un compresseur.
Près de 21 000 moteurs furent produits, certains construits sous licence en Europe. Au moins trois Bristol Mercury sont encore en état de marche en 2010, d'autres sont conservés et exposés dans des musées de l'air (en).

## Conception et développement
Le Mercury a été développé par la Bristol Aeroplane Company en 1925 à partir du Bristol Jupiter, au moment où ce moteur atteignait sa fin de vie. Bien que le projet n'ait pas initialement suscité un grand intérêt, le ministère de l'Air britannique finança finalement trois prototypes et le Mercury devint un nouveau succès pour son concepteur Roy Fedden.
Avec l'introduction généralisée des compresseurs dans l'industrie aéronautique afin d'améliorer les performances en altitude, Fedden estima qu'il était raisonnable d'utiliser une légère surpression d'admission en permanence afin d'améliorer les performances d'un moteur plus petit. Ainsi, au lieu de concevoir un nouveau bloc, Fedden réutilisa de nombreuses pièces des dernières versions du Jupiter, et notamment les culasses à 4 soupapes en alliage léger forgé à l'ailettage usiné dans la masse, ainsi que le réducteur d'hélice de type Farman. L'alésage de 146 mm était conservé mais avec une course réduite d'un pouce (25,4 mm), soit 165 mm. Ce moteur de petite cylindrée se trouva ainsi porté au niveau de puissance du Jupiter, tout en fonctionnant à un régime plus élevé, et nécessitant de conserver le réducteur d'hélice sur toutes ses versions. Les mêmes techniques furent appliquées à un autre projet conservant les côtes du Jupiter d'origine, ce qui donna naissance au Pegasus.
Par sa petite taille, le Mercury visait à la motorisation de chasseurs et il propulsa le Gloster Gauntlet et son successeur, le Gloster Gladiator. Il était prévu que le Pegasus, de plus forte cylindrée, serait utilisé sur les bombardiers, mais comme la puissance du Mercury augmenta au fur et à mesure de son développement, le moteur fut utilisé dans presque tous les rôles. Son utilisation la plus célèbre fut sur le bombardier léger bimoteur Bristol Blenheim.
En 1938, Roy Fedden pressa le ministère de l'Air d'importer des États-Unis de l'essence aviation de 100 d'Indice d'octane. Ce nouveau carburant permettait aux moteurs d'avions de fonctionner avec un taux de compression plus élevé et une pression de suralimentation supérieure à celle autorisée par le carburant d'indice d'octane 87, augmentant ainsi la puissance. Le Mercury XV fut l'un des premiers moteurs d'avions britanniques à être testé et homologué pour le carburant à 100 d'octane en 1939. Il était capable de fonctionner avec une pression de suralimentation de +9 Psi et fut d'abord été utilisé sur le Blenheim Mk IV.
Le Mercury fut aussi le premier moteur d'avion britannique à être homologué pour l'utilisation d'une hélice à pas variable.
La société Bristol et ses usines cachées ("shadow factories") ont produit 20 700 exemplaires du moteur. En dehors du Royaume-Uni, le Mercury a été construit sous licence en Pologne et utilisé sur leurs chasseur PZL P.11. Il a également été construit par NOHAB en Suède et utilisé sur le chasseur suédois Gloster Gladiator et le bombardier en piqué Saab 17; en Italie, par Alfa Romeo sous l'appellation Mercurius; en Tchécoslovaquie, par Walter Engines; en Finlande, par Tampella et principalement utilisé sur les bombardiers Bristol Blenheim. En France, Gnome et Rhône acquit la licence du Mercury, mais ne démarra jamais vraiment sa production, préférant en extrapoler ses propres modèles de la série K.

## Variantes

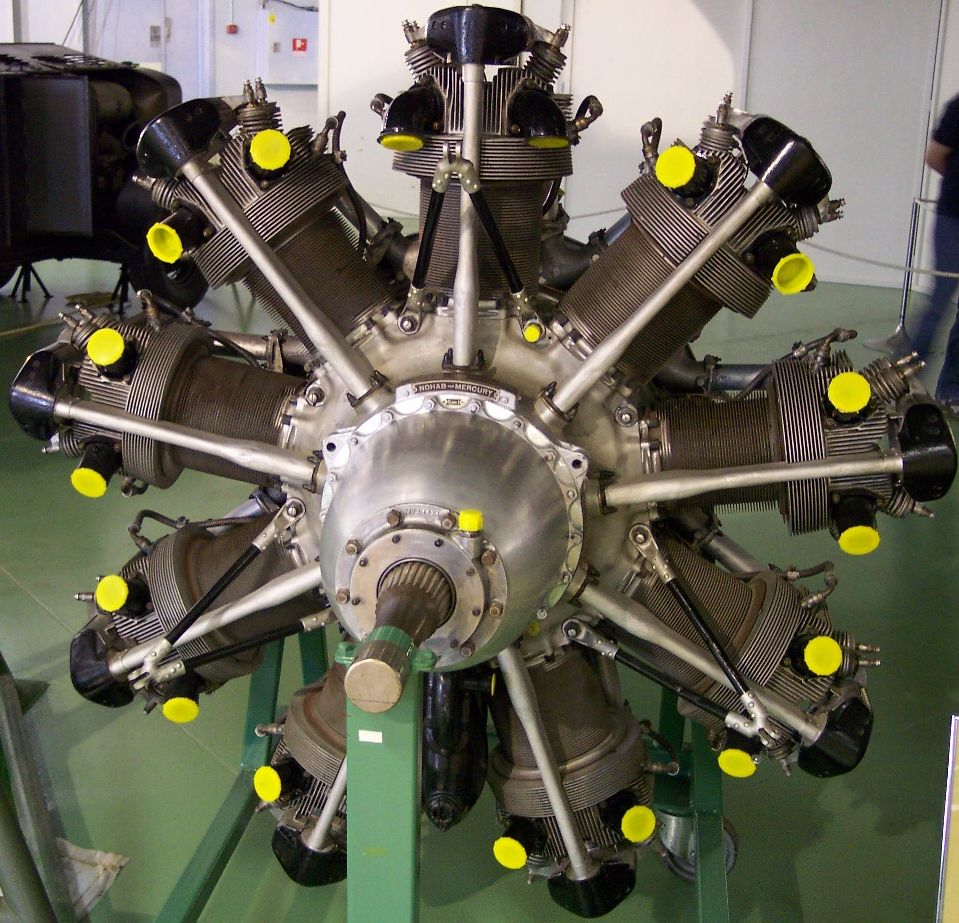
Mercury produit par NOHAB sous licence

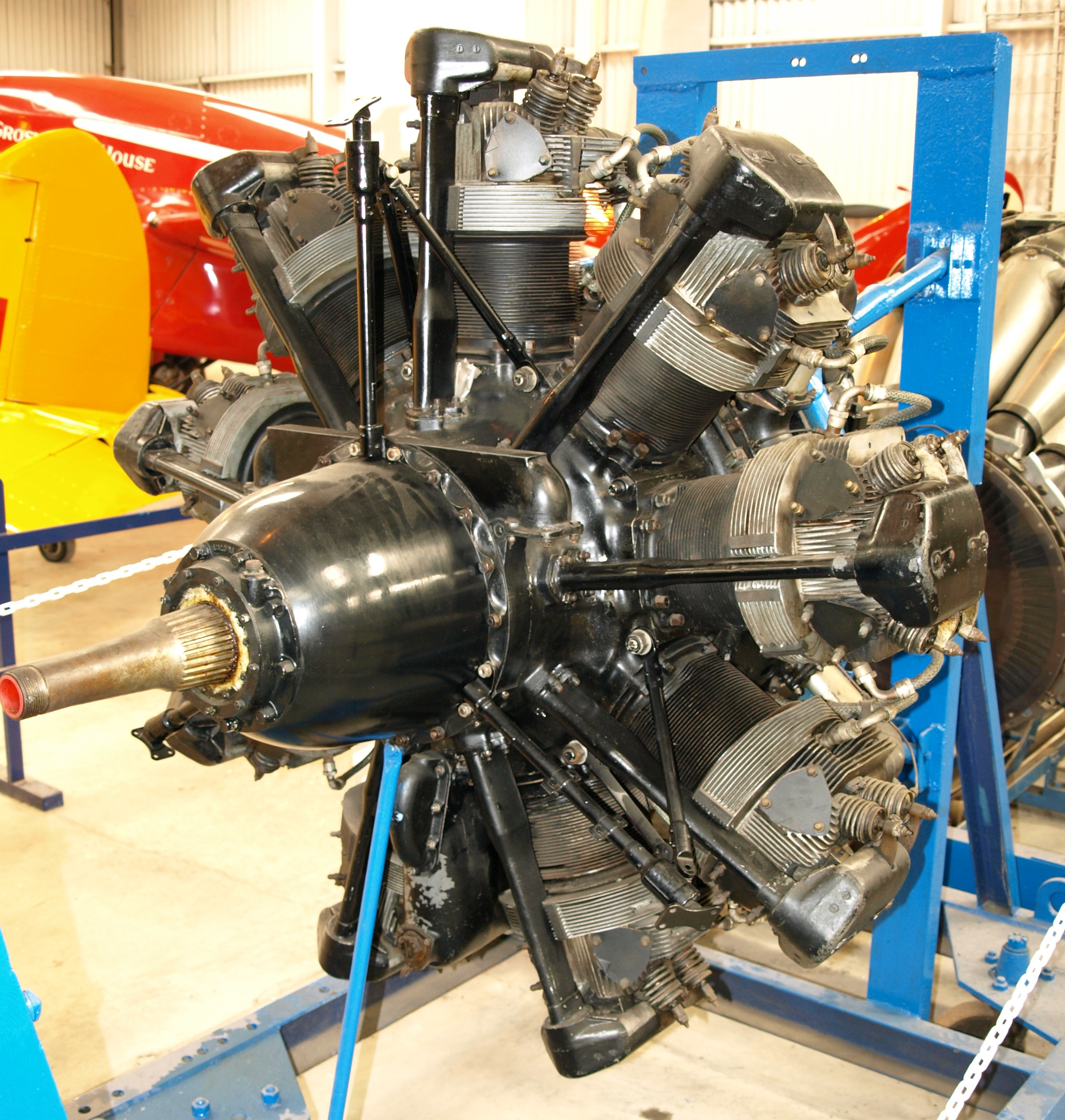
Bristol Mercury Mk VII exposé à la Shuttleworth Collection

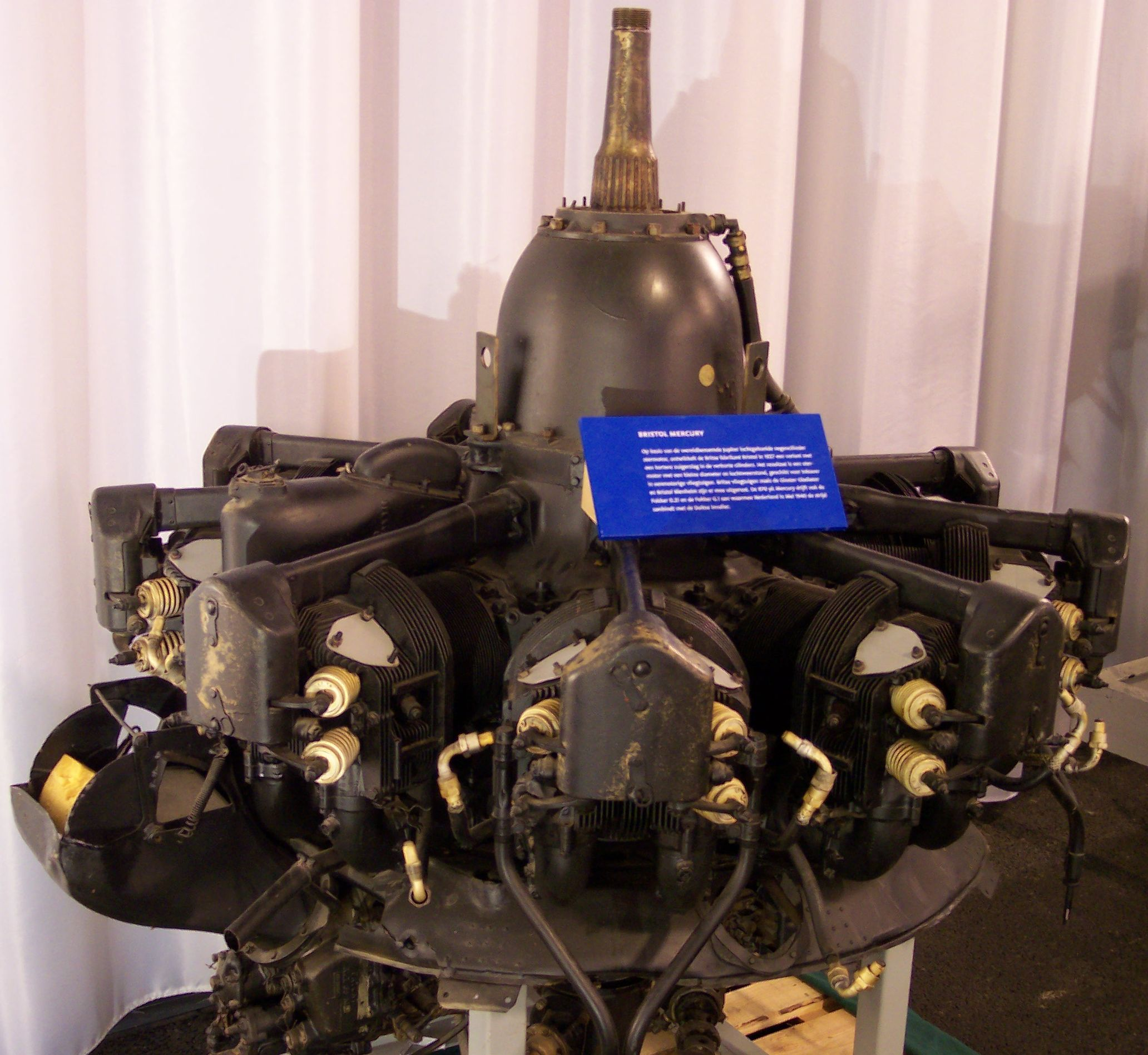
Vue de côté montrant les commandes de soupapes.

Note:
Mercury I
(1926) 808 ch, entraînement direct. Version course développée pour la Coupe Schneider.
Mercury II
(1928) 420 ch, taux de compression 5,3:1.
Mercury IIA
(1928) 440 ch
Mercury III
(1929) 485 ch, taux de compression 4,8:1, réducteur d'hélice 0,5:1 .
Mercury IIIA
Modifications mineures du Mercury III.
Mercury IV
(1929) 485 ch, réducteur d'hélice 0,656:1  .
Mercury IVA
(1931) 510 ch.
Mercury IVS.2
(1932) 510 ch.
Mercury (Course courte)
Version expérimentale à course réduite, abandonnée, 390 ch.
Mercury V
546 hp (devenu le Pegasus IS.2)
Mercury VIS
(1933) 605 ch.
Mercury VISP
(1931) 605 ch, 'P' pour Perse.
Mercury VIS.2
(1933) 605 ch.
Mercury VIA
(1928) 575 ch (devenu Pegasus IU.2)
Mercury VIIA
560 ch (devenue le Pegasus IM.2)
Mercury VIII
(1935) 825 ch, taux de compression 6,25:1, moteur allégé.
Mercury VIIIA
Mercury VIII avec synchronisation pour tir à travers l'hélice pour le Gloster Gladiator
Mercury VIIIA
535 ch, seconde utilisation de la désignation VIIIA, (devenu Pegasus IU.2P)
Mercury IX
(1935) 825 ch, moteur allégé.
Mercury X
(1937) 820 ch.
Mercury XI
(1937) 820 ch.
Mercury XII
(1937) 820 ch.
Mercury XV
(1938) 825 ch, développé à partir du Mercury VIII. Modifié pour carburant d'indice d'octane 100 (précédemment 87).
Mercury XVI
830 ch.
Mercury XX
(1940) 810 ch.
Mercury 25
(1941) 825 ch. Mercury XV avec vilebrequin modifié.
Mercury 26
825 ch. Mercury 25 avec carburateur modifié.
Mercury 30
(1941) 810 ch, Mercury XX avec vilebrequin modifié.
Mercury 31
(1945) 810 ch, Mercury 30 carburateur modifié et hélice à pas fixe pour le Hamilcar X.

## Applications

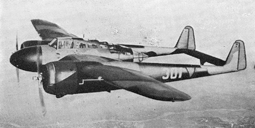
Fokker G.1 moteur Mercury

Note:
- Airspeed Cambridge
- Blackburn Skua
- Boulton Paul P.108
- Bristol Blenheim
- Bristol Bolingbroke
- Bristol Bulldog
- Bristol Bullpup (en)
- Bristol Type 101 (en)
- Bristol Type 118 (en)
- Bristol Type 133 (en)
- Bristol Type 142 (en)
- Bristol Type 146 (en)
- Bristol Type 148 (en)
- Breda Ba.27 (en)
- Fairey Flycatcher
- Fokker D XXI
- Fokker G.1
- General Aircraft Hamilcar X
- Gloster Gamecock
- Gloster Gladiator
- Gloster Gauntlet
- Gloster Gnatsnapper (en)
- Gloster Goring (en)
- Hawker Audax
- Hawker F.20/27 (en)
- Hawker Fury
- Hawker Hart
- Hawker Hind
- Hawker Hoopoe (en)
- Hawker F.20/27 (en)
- IMAM Ro.30 (en)
- Koolhoven F.K.52 (en)
- Miles Martinet
- Miles Master
- PZL P.11
- Saab 17
- Short Crusader
- Supermarine Sea Otter
- Valmet Vihuri
- Vickers Jockey (en)
- Westland Interceptor (en)
- Westland Lysander

## Caractéristiques (Mercury VI-S)
D'après Alec Lumsden
Caractéristiques générales
- Type : moteur à pistons à refroidissement par air, 9 cylindres en simple étoile
- Alésage : 146 mm
- Course : 165 mm
- Cylindrée : 24,9 litres
- Taux de compression : 6:1
- Diamètre : 1 307 mm
- Masse à sec : 438 kg

Composants
- Distribution : quatre soupapes en tête (deux admission, deux échappement refroidies au sodium) actionnées par plateau à cames, tiges et culbuteurs
- Compresseur : compresseur centrifuge à entraînement mécanique, un seul étage et une seule vitesse (suivant les versions)
- Réducteur d'hélice : réducteur épicycloïdal à pignons coniques type Farman, rapport 0,5:1.
- Système d'alimentation : carburateur
- Carburant : essence à 87 d'indice d'octane
- Système de refroidissement : par air

Performances
- Puissance développée :
  - Décollage : 612 ch à 2 750 tr/min
  - Maximum continu : 636 ch à 2 750 tr/min à 4 730 mètres.

## Survivants
Un Westland Lysander motorisé par un Bristol Mercury était en état de vol en 2012 à la Collection Shuttleworth (en), Old Warden, en Angleterre. Il vole pour des démonstrations aériennes privées durant les mois d'été.
Le Canadian Warplane Heritage Museum a un Lysander IIIA en état de vol tout comme le Vintage Wings of Canada,.

## Moteurs exposés
- Un Bristol Mercury VII est exposé au Royal Air Force Museum de Londres.
- Un autre exemplaire de Bristol Mercury VII est exposée à la Collection Shuttleworth (en).
- Une paire de Bristol Mercury est exposée au Fleet Air Arm Museum (en).

### développements liés
- Bristol Jupiter
- Bristol Pegasus

### comparables
- BMW 114
- BMW 132
- Bramo 323
- Gnome et Rhône 9K
- Pratt & Whitney R-1340
- Shvetsov ASh-62